# Ambrodiscus
Ambrodiscus is een monotypisch geslacht van schimmels behorend tot de familie Hyaloscyphaceae. Het bevat alleen Ambrodiscus pseudotsugae.